# Босилеградска околия
Босилеградската околия е историческа административна единица, числена към Кюстендилска област до 1919 г., когато по силата на Ньойския договор е придадена към новообразуваното Кралство на сърби, хървати и словенци.
До Освобождението този край е известен като Краишка или Изворска нахия на Кюстендилска кааза. Към 1866 г. е включвала 73 села с 2618 домакинства и население близо 20 хил. жители (19 535), от които всички българи. След Освобождението има ново преброяване на населението на Босилеградския край, което показва 24 236 жители от които с изключение на 72-ма цигани, всички – българи.
През 1889 г. Босилеград е обявен за град и център на околията. През 1901 г. околийски център става Кюстендил. Това става с указ № 236 от 16 май 1901 г. [ДВ, брой 104, 17/05/1901], с който е обнародван „Закон за административното деление територията на държавата“ (приет от XI ОНС на 4 май 1901 г.), с който Босилеградска околия е закрита и поделена между Кюстендилска и Радомирска околия, част от Кюстендилска област